# DM Большой Медведицы
DM Большой Медведицы (лат. DM Ursae Majoris) — двойная звезда в созвездии Большой Медведицы на расстоянии приблизительно 618 световых лет (около 189 парсеков) от Солнца. Видимая звёздная величина звезды — от +9,89m до +9,57m.

## Характеристики
Первый компонент — оранжевый гигант или субгигант, эруптивная переменная звезда типа RS Гончих Псов (RS) спектрального класса K0-K1III-IVea или G2Ib.